# Alesso/Diskografie
Diese Diskografie ist eine Übersicht über die musikalischen Werke des schwedischen Progressive-House-Produzenten Alesso. Den Schallplattenauszeichnungen zufolge hat er bisher mehr als 17 Millionen Tonträger verkauft, davon alleine in seiner Heimat über 980.000 Tonträger. Seine erfolgreichste Veröffentlichung ist die Single Let Me Go mit über 2,9 Millionen verkauften Einheiten.

## Alben

### Studioalben
| Jahr | Titel   | Höchstplatzierung, Gesamtwochen, AuszeichnungChartplatzierungen (Jahr, Titel, Platzierungen, Wochen, Auszeichnungen, Anmerkungen) | Höchstplatzierung, Gesamtwochen, AuszeichnungChartplatzierungen (Jahr, Titel, Platzierungen, Wochen, Auszeichnungen, Anmerkungen) | Höchstplatzierung, Gesamtwochen, AuszeichnungChartplatzierungen (Jahr, Titel, Platzierungen, Wochen, Auszeichnungen, Anmerkungen) | Höchstplatzierung, Gesamtwochen, AuszeichnungChartplatzierungen (Jahr, Titel, Platzierungen, Wochen, Auszeichnungen, Anmerkungen) | Höchstplatzierung, Gesamtwochen, AuszeichnungChartplatzierungen (Jahr, Titel, Platzierungen, Wochen, Auszeichnungen, Anmerkungen) | Höchstplatzierung, Gesamtwochen, AuszeichnungChartplatzierungen (Jahr, Titel, Platzierungen, Wochen, Auszeichnungen, Anmerkungen) | Anmerkungen                                            |
| Jahr | Titel   | DE | AT | CH | UK | US | SE | Anmerkungen                                            |
| ---- | ------- | --- | --- | --- | --- | --- | --- | ------------------------------------------------------ |
| 2015 | Forever | — | AT69 (1 Wo.)AT | CH43 (1 Wo.)CH | UK24 Gold · (2 Wo.)UK | US30 (2 Wo.)US | SE4 Gold · (18 Wo.)SE | Erstveröffentlichung: 22. Mai 2015 Verkäufe: + 171.000 |

## Singles
| Jahr | Titel Album                      | Höchstplatzierung, Gesamtwochen, AuszeichnungChartplatzierungen (Jahr, Titel, Album, Platzierungen, Wochen, Auszeichnungen, Anmerkungen) | Höchstplatzierung, Gesamtwochen, AuszeichnungChartplatzierungen (Jahr, Titel, Album, Platzierungen, Wochen, Auszeichnungen, Anmerkungen) | Höchstplatzierung, Gesamtwochen, AuszeichnungChartplatzierungen (Jahr, Titel, Album, Platzierungen, Wochen, Auszeichnungen, Anmerkungen) | Höchstplatzierung, Gesamtwochen, AuszeichnungChartplatzierungen (Jahr, Titel, Album, Platzierungen, Wochen, Auszeichnungen, Anmerkungen) | Höchstplatzierung, Gesamtwochen, AuszeichnungChartplatzierungen (Jahr, Titel, Album, Platzierungen, Wochen, Auszeichnungen, Anmerkungen) | Höchstplatzierung, Gesamtwochen, AuszeichnungChartplatzierungen (Jahr, Titel, Album, Platzierungen, Wochen, Auszeichnungen, Anmerkungen) | Anmerkungen |
| Jahr | Titel Album                      | DE | AT | CH | UK | US | SE | Anmerkungen |
| ---- | -------------------------------- | --- | --- | --- | --- | --- | --- | --- |
| 2010 | Think It’s Time –                | — | — | — | — | — | — | Erstveröffentlichung: 17. Juni 2010                                                                                   |
| 2010 | Workaholic –                     | — | — | — | — | — | — | Erstveröffentlichung: 23. August 2010                                                                                 |
| 2010 | Moma –                           | — | — | — | — | — | — | Erstveröffentlichung: 30. Oktober 2010                                                                                |
| 2010 | Loose It –                       | — | — | — | — | — | — | Erstveröffentlichung: 11. November 2010                                                                               |
| 2011 | Dynamite –                       | — | — | — | — | — | — | Erstveröffentlichung: 2. März 2011                                                                                    |
| 2011 | Nillionaire –                    | — | — | — | — | — | — | Erstveröffentlichung: 29. Mai 2011                                                                                    |
| 2011 | Calling –                        | — | — | — | — | — | — | Erstveröffentlichung: 21. August 2011 mit Sebastian Ingrosso                                                          |
| 2011 | Raise Your Head Until Now        | — | — | — | — | — | — | Erstveröffentlichung: 5. Dezember 2011                                                                                |
| 2012 | Calling (Lose My Mind) Until Now | — | — | — | UK— SilberUK | US— GoldUS | SE18 ×3Dreifachplatin · (31 Wo.)SE | Erstveröffentlichung: 13. März 2012 Verkäufe: + 940.000; mit Sebastian Ingrosso feat. Ryan Tedder                     |
| 2012 | Years Forever (Deluxe)           | — | — | — | — | — | SE24 ×2Doppelplatin · (22 Wo.)SE | Erstveröffentlichung: 4. August 2012 Verkäufe: + 80.000; feat. Matthew Koma                                           |
| 2012 | City of Dreams –                 | — | — | — | — | — | — | Erstveröffentlichung: 27. August 2012 mit Dirty South                                                                 |
| 2013 | If I Lose Myself Forever         | DE— aDE | AT— aAT | CH— aCH | UK8 Platin · (14 Wo.)UK | US74 ×2Doppelplatin · (5 Wo.)US | SE4 ×4Vierfachplatin · (27 Wo.)SE | Erstveröffentlichung: 30. März 2013 Verkäufe: + 2.760.000; vs. OneRepublic                                            |
| 2013 | Under Control Forever            | DE24 Gold · (23 Wo.)DE | AT21 (14 Wo.)AT | CH34 Gold · (18 Wo.)CH | UK1 Platin · (16 Wo.)UK | US— PlatinUS | SE10 ×2Doppelplatin · (29 Wo.)SE | Erstveröffentlichung: 7. Oktober 2013 Verkäufe: + 2.549.000; mit Calvin Harris feat. Hurts                            |
| 2014 | Tear the Roof Up Forever         | — | — | — | — | — | — | Erstveröffentlichung: 30. Juli 2014                                                                                   |
| 2014 | Heroes (We Could Be) Forever     | DE71 Gold · (14 Wo.)DE | AT41 (10 Wo.)AT | CH47 (16 Wo.)CH | UK6 Platin · (28 Wo.)UK | US31 Platin · (20 Wo.)US | SE5 ×4Vierfachplatin · (41 Wo.)SE | Erstveröffentlichung: 25. August 2014 Verkäufe: + 2.465.000; feat. Tove Lo                                            |
| 2015 | Cool Forever                     | — | — | — | UK10 Silber · (15 Wo.)UK | — | SE59 Platin · (17 Wo.)SE | Erstveröffentlichung: 16. Februar 2015 Verkäufe: + 240.000; feat. Roy English                                         |
| 2015 | If It Wasn’t For You Forever     | — | — | — | — | — | — | Erstveröffentlichung: 4. Mai 2015                                                                                     |
| 2015 | Sweet Escape Forever             | — | — | — | — | — | SE87 (2 Wo.)SE | Erstveröffentlichung: 22. Mai 2015 feat. Sirena                                                                       |
| 2015 | Anthem –                         | — | — | — | — | — | — | Erstveröffentlichung: 31. Dezember 2015                                                                               |
| 2016 | I Wanna Know –                   | — | — | — | — | — | SE25 ×2Doppelplatin · (19 Wo.)SE | Erstveröffentlichung: 1. April 2016 Verkäufe: + 190.000; feat. Nico & Vinz oder Jolin Tsai                            |
| 2016 | Take My Breath Away –            | — | — | — | — | — | SE56 (2 Wo.)SE | Erstveröffentlichung: 21. Oktober 2016 feat. Sirena                                                                   |
| 2017 | Falling –                        | — | — | — | UK72 (1 Wo.)UK | — | SE50 (1 Wo.)SE | Erstveröffentlichung: 10. Februar 2017 Verkäufe: + 20.000; feat. Kinda Ingrosso                                       |
| 2017 | Let Me Go –                      | DE78 Gold · (7 Wo.)DE | AT52 (9 Wo.)AT | CH60 (17 Wo.)CH | UK30 Platin · (26 Wo.)UK | US40 Platin · (22 Wo.)US | SE35 ×2Doppelplatin · (27 Wo.)SE | Erstveröffentlichung: 8. September 2017 Verkäufe: + 2.960.000; mit Hailee Steinfeld feat. Florida Georgia Line & Watt |
| 2017 | Is That for Me –                 | — | — | — | — | — | — | Erstveröffentlichung: 13. Oktober 2017 mit Anitta                                                                     |
| 2018 | Remedy –                         | — | — | — | — | — | SE30 Platin · (7 Wo.)SE | Erstveröffentlichung: 31. August 2018 Verkäufe: + 285.000; feat. Conor Maynard                                        |
| 2019 | Sad Song –                       | — | — | — | — | — | SE88 (1 Wo.)SE | Erstveröffentlichung: 14. Juni 2019 Verkäufe: + 40.000; feat. Tini                                                    |
| 2019 | In The Middle –                  | — | — | — | — | — | — | Erstveröffentlichung: 6. September 2019 Verkäufe: + 20.000; mit Sumr Camp                                             |
| 2020 | Midnight –                       | — | — | CH97 (1 Wo.)CH | — | — | SE60 (1 Wo.)SE | Erstveröffentlichung: 8. April 2020 Verkäufe: + 80.000; feat. Liam Payne                                              |
| 2021 | Going Dumb –                     | — | — | — | — | — | SE63 (6 Wo.)SE | Erstveröffentlichung: 19. März 2021 mit Stray Kids & Corsak                                                           |
| 2021 | Leave a Little Love –            | — | — | — | — | — | — | Erstveröffentlichung: 16. April 2021 Verkäufe: + 40.000; mit Armin van Buuren                                         |
| 2021 | Chasing Stars –                  | DE— bDE | — | — | — | — | SE74 (1 Wo.)SE | Erstveröffentlichung: 20. August 2021 feat. Marshmello & James Bay                                                    |
| 2021 | When I’m Gone –                  | DE88 (4 Wo.)DE | — | — | UK49 Silber · (13 Wo.)UK | US90 Gold · (4 Wo.)US | SE91 (1 Wo.)SE | Erstveröffentlichung: 29. Dezember 2021 Verkäufe: + 885.000; mit Katy Perry                                           |
| 2022 | Words –                          | — | — | — | UK36 Gold · (18 Wo.)UK | — | SE5 (32 Wo.)SE | Erstveröffentlichung: 22. April 2022 Verkäufe: + 770.000; mit Zara Larsson                                            |
| 2023 | Caught a Body –                  | — | — | — | — | — | — | Erstveröffentlichung: 7. April 2023 feat. Ty Dolla Sign                                                               |
| 2024 | Never Going Home Tonight –       | DE— cDE | — | CH77 (1 Wo.)CH | — | — | — | Erstveröffentlichung: 6. September 2024 mit David Guetta feat. Madison Love                                           |

## Sonderveröffentlichungen
Remixe
- 2010: Tim Berg – Alcoholic
- 2010: Deniz Koyu feat. Shena – Time of Our Lives
- 2011: Therese – Drop It Like It’s Hot
- 2011: Dúné – Heiress of Valentina
- 2011: Erik Holmberg & Niko Bellotto feat. JB – Running Up That Hill
- 2011: Nadia Ali, Starkillers & Alex Kenji – Pressure
- 2011: Basshunter – Every Morning
- 2011: Swedish House Mafia – Save the World
- 2011: DEVolution – Good Love
- 2011: LMFAO feat. Lauren Bennett and GoonRock – Party Rock Anthem
- 2011: David Guetta feat. Sia – Titanium
- 2011: Jasper Forks – River Flows In You
- 2012: Arty – When I See You
- 2012: Keane – Silenced by the Night
- 2015: Maroon 5 – This Summer (Maroon 5 vs. Alesso)
- 2016: Alesso – I Wanna Know (mit Deniz Koyu)
- 2016: Jolin Tsai – Play

## Statistik

### Chartauswertung
|                     | DE    | AT    | CH    | UK    | US    | SE    |
| ------------------- | ----- | ----- | ----- | ----- | ----- | ----- |
| Nummer-eins-Alben   | DE—DE | AT—AT | CH—CH | UK—UK | US—US | SE—SE |
| Top-10-Alben        | DE—DE | AT—AT | CH—CH | UK—UK | US—US | SE1SE |
| Alben in den Charts | DE—DE | AT1AT | CH1CH | UK1UK | US1US | SE1SE |

|                       | DE    | AT    | CH    | UK    | US    | SE     |
| --------------------- | ----- | ----- | ----- | ----- | ----- | ------ |
| Nummer-eins-Singles   | DE—DE | AT—AT | CH—CH | UK1UK | US—US | SE—SE  |
| Top-10-Singles        | DE—DE | AT—AT | CH—CH | UK4UK | US—US | SE4SE  |
| Singles in den Charts | DE4DE | AT3AT | CH5CH | UK8UK | US4US | SE18SE |

### Auszeichnungen für Musikverkäufe
| Land/RegionAuszeichnungen für Musikverkäufe (Land/Region, Auszeichnungen, Verkäufe, Quellen) | Silber     | Gold       | Platin       | Diamant  | Verkäufe  | Quellen              |
| -------------------------------------------------------------------------------------------- | ---------- | ---------- | ------------ | -------- | --------- | -------------------- |
| Australien (ARIA)                                                                            | —          | Gold1      | 11× Platin11 | —        | 805.000   | aria.com.au          |
| Belgien (BRMA)                                                                               | —          | 2× Gold2   | —            | —        | 35.000    | ultratop.be          |
| Brasilien (PMB)                                                                              | —          | 3× Gold3   | 19× Platin19 | —        | 980.000   | pro-musicabr.org.br  |
| Dänemark (IFPI)                                                                              | —          | 3× Gold3   | 4× Platin4   | —        | 330.000   | ifpi.dk              |
| Deutschland (BVMI)                                                                           | —          | 4× Gold4   | —            | —        | 750.000   | musikindustrie.de    |
| Ecuador (SOPROFON)                                                                           | —          | —          | Platin1      | —        | 6.000     | Einzelnachweise      |
| Frankreich (SNEP)                                                                            | —          | Gold1      | —            | —        | 100.000   | snepmusique.com      |
| Italien (FIMI)                                                                               | —          | 5× Gold5   | 4× Platin4   | —        | 375.000   | fimi.it              |
| Kanada (MC)                                                                                  | —          | 4× Gold4   | 5× Platin5   | —        | 560.000   | musiccanada.com      |
| Mexiko (AMPROFON)                                                                            | —          | Gold1      | —            | —        | 30.000    | amprofon.com.mx      |
| Neuseeland (RMNZ)                                                                            | —          | Gold1      | 7× Platin7   | —        | 225.000   | radioscope.co.nz     |
| Niederlande (NVPI)                                                                           | —          | Gold1      | Platin1      | —        | 120.000   | nvpi.nl              |
| Norwegen (IFPI)                                                                              | —          | —          | 3× Platin3   | —        | 140.000   | ifpi.no              |
| Österreich (IFPI)                                                                            | —          | Gold1      | —            | —        | 15.000    | ifpi.at              |
| Polen (ZPAV)                                                                                 | —          | 2× Gold2   | 2× Platin2   | Diamant1 | 250.000   | olis.pl              |
| Portugal (AFP)                                                                               | —          | 4× Gold4   | —            | —        | 20.000    | Einzelnachweise      |
| Schweden (IFPI)                                                                              | —          | Gold1      | 21× Platin21 | —        | 980.000   | sverigetopplistan.se |
| Schweiz (IFPI)                                                                               | —          | Gold1      | Platin1      | —        | 35.000    | hitparade.ch         |
| Singapur (RIAS)                                                                              | —          | Gold1      | —            | —        | 5.000     | rias.org.sg          |
| Spanien (Promusicae)                                                                         | —          | 5× Gold5   | 2× Platin2   | —        | 250.000   | elportaldemusica.es  |
| Vereinigte Staaten (RIAA)                                                                    | —          | 2× Gold2   | 5× Platin5   | —        | 6.000.000 | riaa.com             |
| Vereinigtes Königreich (BPI)                                                                 | 3× Silber3 | 2× Gold2   | 6× Platin6   | —        | 5.069.000 | bpi.co.uk            |
| Insgesamt                                                                                    | 3× Silber3 | 45× Gold45 | 92× Platin92 | Diamant1 |           |                      |